# نبرد جزایر گنج
نبرد جزایر گنج (انگلیسی: Battle of the Treasury Islands) نبردی در خلال جنگ جهانی دوم بود که بین ۲۷ اکتبر و ۱۲ نوامبر ۱۹۴۳ در جزایر گنج، بخشی از  جزایر سلیمان رخ داد. این نبرد بخشی از جنگ گسترده جنگ اقیانوس آرام را تشکیل داد و نیروهای نیوزیلند و ایالات متحده را درگیر جنگ با نیروهای ژاپنی کرد.